# Jean-Claude Josaphat
Pour les articles homonymes, voir Josaphat.
Jean-Claude Josaphat est un footballeur et entraîneur haïtien, né le 18 mai 1965 à Mirebalais.

## Biographie

### Entraîneur

#### AS Mirebalais
Jean-Claude Josaphat met fin à sa carrière de joueur en 1997 à la suite d'une blessure alors qu'il était entraîneur-joueur du club mirebalaisien Flèche d’Or, pensionnaire de 2e division. Mais c'est au sein d'une autre formation de sa ville natale, l'AS Mirebalais (ASM), qu'il a l'occasion de s'illustrer en remportant deux championnats d'Haïti en 2004-05 (Tournoi d'ouverture) et 2013. Josaphat est toujours l'entraîneur de l'ASM depuis sa fondation en 2000 et est considéré comme l'« Alex Ferguson haïtien ».

#### Équipe d'Haïti
Nommé adjoint de Patrice Neveu, sélectionneur d'Haïti, en mai 2016, il prend lui-même les rênes de l'équipe nationale après le départ de ce dernier. Malgré un bon début qui voit les Grenadiers d'Haïti se qualifier au barrage qualificatif de la Gold Cup 2017, face au Nicaragua, Josaphat ne peut les emmener à la Gold Cup puisque ses hommes sombrent lors du match retour à Managua (0-3) après avoir remporté la manche-aller à Port-au-Prince (3-1).

## Palmarès

### Entraîneur
- AS Mirebalais
  - Champion d'Haïti en 2004-05 (Ouv.) et 2013.
  - Vice-champion en 2008 (Ouv.) et 2018 (Ouv.).